# Yongshi
Pour les articles homonymes, voir Yongshi.
L'ère Yongshi, ou Yong-che (16 av. J.-C. - 13 av. J.-C.) (chinois : 永始 ; pinyin : Yǒngshǐ ; litt. « début de l'éternité ») » est la cinquième ère chinoise de l'empereur Chengdi de la dynastie Han.